# Chloromachia pulchella
Chloromachia pulchella är en fjärilsart som beskrevs av W. Warren 1899. Chloromachia pulchella ingår i släktet Chloromachia och familjen mätare. Inga underarter finns listade i Catalogue of Life.